# Cukier palmowy

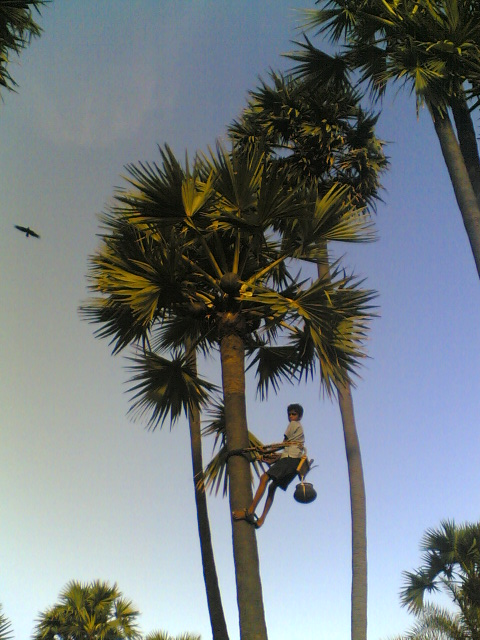
Tzw. tapping - zbieranie soku palmowego

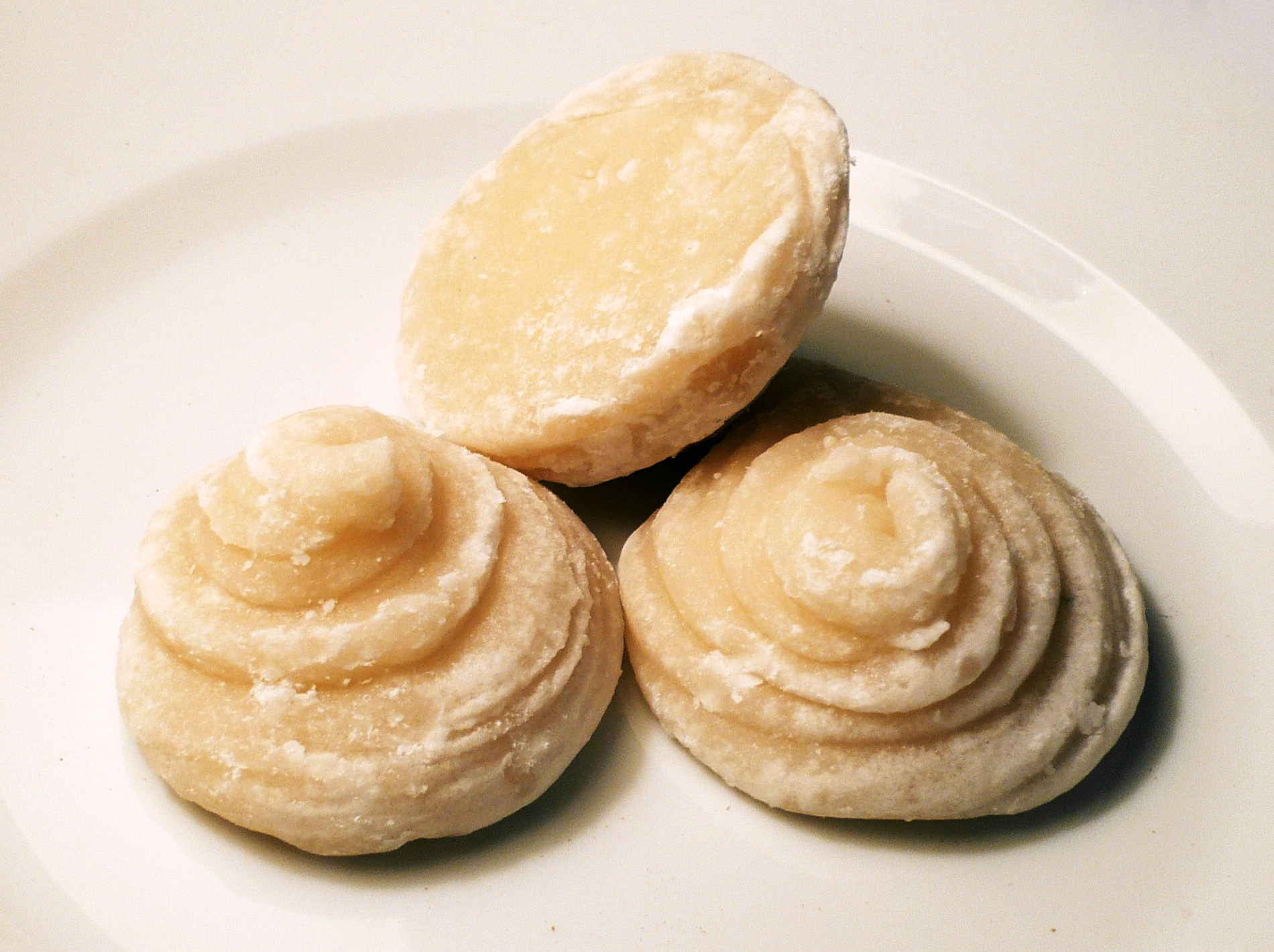
Cukier palmowy w formie tzw. "ciasteczek"

Cukier palmowy – rodzaj cukru produkowany z soku pozyskiwanego z kwiatów lub pnia palmy daktylowej, kokosowej, winodani lub wielu innych gatunków palm. Produkcja polega na odparowaniu zagotowanego soku palmowego.